# Mehringen (Aschersleben)
Mehringen ist ein Stadtteil der Stadt Aschersleben im Salzlandkreis in Sachsen-Anhalt mit 1.048 Einwohnern (Stand 2013). Heute wird das Ortsbild von der denkmalgeschützten Dorfkirche St. Stephani geprägt.

## Geographie
Der Ort liegt am Ufer der Wipper, etwa fünf Kilometer südöstlich der Stadt Aschersleben.

## Geschichte
Am 5. Mai 1086 schenkte Bischof Burchard II. von Halberstadt dem Kloster Ilsenburg zehn Hufen Landes in Merynge. Dies ist die älteste Erwähnung des Ortes. Ein Ritter Alverich von Mehringen hatte von 1142 bis 1162 hier seinen Sitz.  Spätestens seit dem 13. Jahrhundert gehörte Mehringen zum askanischen  Fürstentum Anhalt. Oda von Mehringen stiftete 1222 ein Kloster der Zisterzienserinnen. Dieses entwickelte sich zu einem geistlichen und wirtschaftlichen Zentrum für die Umgebung. 1525 wurde es im Bauernkrieg zerstört.
1882 wurde der Bahnhof Drohndorf-Mehringen an der Strecke von Halberstadt nach Halle eröffnet.

### Gemeinde Mehringen
Mehringen war bis zu ihrer Eingemeindung nach Aschersleben am 1. Januar 2008 eine selbstständige Gemeinde in der Verwaltungsgemeinschaft Aschersleben/Land mit einer Fläche von 11,7 km². Der letztmals am 13. Juni 2004 gewählte Gemeinderat setzte sich aus zwölf Gemeinderatsmitgliedern zusammen, von denen sieben einer Freien Wählergruppe, vier der Fraktion der CDU und einer der Fraktion der SPD angehörten. Letzter Bürgermeister der Gemeinde war Albrecht Schneidewind.

## Persönlichkeiten
- 1542 wurde in Aschersleben der evangelische Theologe und Schriftsteller Michael Sachs († 1618) geboren. Er war Kämpfer für die Gegenreformation und veröffentlichte zahlreiche Schriften.
- 1810 wurde in Mehringen der evangelische Theologe Friedrich Ahlfeld geboren. Er gilt als Erneuerer des Luthertums in Sachsen im 19. Jahrhundert.